# 霍薩恩布爾烏帕齊拉
霍薩恩布爾乌帕齐拉是孟加拉国吉紹爾甘傑縣的一个乌帕齐拉，位於達卡专区的吉紹爾甘傑縣。。

## 人口
據1991年孟加拉國人口普查，霍薩恩布爾共有戶數29,486戶，人口148028人。其中男性佔比51.49%，女性佔比48.51%；成年人口72,824人。該地7歲以上人口之平均識字率為23.1%，低於全國平均值（32.4%）。